# Hugo Desgrippes
Pour les articles homonymes, voir Desgrippes.
 Hugo Desgrippes, né le 16 janvier 2000 à Annecy, est un skieur alpin et un skieur nautique français. Il est l'un des rares sportifs à avoir pratiqué simultanément deux sports différents à très haut niveau. 

## Biographie - ski nautique

ski nautique

Il est le fils d'Eric Desgrippes et de Karine Maubourguet.
Comme Léo Anguenot, il a pratiqué le ski nautique à un excellent niveau avant de se consacrer exclusivement au ski alpin. En octobre 2023 Loris Poussin sort le film Duo sur le parcours sportif de ces 2 athlètes .
Son grand-père a été champion de ski nautique en figures. 
Hugo Desgrippes possède un éloquent palmarès dans les catégories jeunes.
En 2010, dans la catégorie Benjamins (U10) il est champion de France de slalom et vice-champion de France de sauts. L'année suivante en 2011, dans la catégorie Minimes (U12) il devient champion de France au classement général (addition des 3 épreuves) et vice-champion de sauts. Puis en 2012 il devient champion de France Minimes de slalom et vice-champion Minimes et Cadets (U14) de sauts. En 2013 il est vice-champion de France cadets de sauts. L'année 2014 il se classe second des championnats de France Cadets de slalom et de sauts. 
En aout 2014 à Seseña il devient vice-champion d'Europe Cadets de slalom. Il se classe aussi 4e de l'épreuve des figures et de celle des sauts lors de ces championnats. Enfin cette même année, il est sacré champion d'Europe Cadets par équipe avec ses partenaires de l'équipe de France (Lindsay Bordier, Louis Duplan-Fribourg et Inès Anguenot).
C'est en 2016 qu'il décide d'orienter sa carrière sportive uniquement vers le ski alpin

## Biographie - ski alpin

ski alpin

Il est licencié dès son plus jeune âge au club des sports de La Clusaz. En 2014, il est vice-champion de France U14 (moins de 14 ans) de slalom géant. Deux ans plus tard il est sacré champion de France U16 (moins de 16 ans) de slalom géant à Font-Romeu. En 2018, il est vice-champion de France U18 (moins de 18 ans) de slalom géant.
En janvier 2019, il fait ses débuts en Coupe d'Europe dans la descente de Chamonix. Il intègre l'équipe de France juniors à partir de la saison 2019-2020. En janvier 2021, il marque ses premiers points en Coupe d'Europe dans le slalom de Chamonix. 
Il accède à l'équipe de France B en 2021. C'est en janvier 2022 qu'il obtient son premier top-10 en Coupe d'Europe dans le slalom de Berchtesgaden. En mars 2022, il monte sur son premier podium aux Championnats de France Elite en prenant une remarquable 3e place sur le slalom à Auron. 
Début février 2023, il dispute sa première épreuve de Coupe du monde dans le slalom de Chamonix. Il y termine la première manche à seulement 16 centièmes de la qualification. Le 14 mars 2023 il décroche son premier podium en Coupe d'Europe en prenant la 3e place du slalom des finales à Narvik,. Il prend la 14e place du classement général de la Coupe d'Europe de slalom. Fin mars il est sacré champion de France du combiné aux Orres devant Antoine Azzolin et Léo Ducros.
Le 22 décembre 2023, malgré un dossard très élevé (58), il se qualifie pour la seconde manche du slalom de Coupe du monde de Madonna di Campiglio. Il termine à la 24e place et marque ainsi ses premiers points en Coupe du monde. Ce sont ses seuls points marqués de la saison sur ses 9 participations au slaloms de coupe du monde. En coupe d'Europe son meilleur résultat de l'année est une bonne 6e place au slalom de Gstaad en février 2024, après avoir remonté 21 places en seconde manche. Début avril à Megève, il prend la 4e place des championnats de France de slalom.
Pour la saison  2024-2025, il intègre l'équipe de France A et dispute la totalité des 10 slaloms de coupe du monde qui précèdent la finale pour laquelle il n'est pas qualifié. Il ne réussit qu'une fois à se qualifier pour la seconde manche d'un slalom, à Kitzbühel où il termine à la 18e place le 26 janvier 2025, ce qui constitue alors son meilleur résultat en coupe du monde. En mars il obtient la 5e place du slalom de coupe d'Europe de Norefjell. Enfin, il prend début avril la 5e place des championnats de France de slalom à Méribel.

## Palmarès en ski alpin[16]

### Coupe du monde
- 20 épreuves de Coupe du Monde de slalom disputée (à fin mars 2025)

- Meilleur classement général : 130e en 2025 avec 13 points.
- Meilleur classement de slalom : 45e en 2025 avec 13 points

- Meilleur résultat sur une épreuve de coupe du monde de slalom : 18e à Kitzbühel le 26 janvier 2025

#### Classements
| Saison / Épreuve | Saison / Épreuve | Général | Général | Descente | Descente | Super G | Super G | Géant  | Géant  | Slalom | Slalom | Combiné | Combiné |
| ---------------- | ---------------- | ------- | ------- | -------- | -------- | ------- | ------- | ------ | ------ | ------ | ------ | ------- | ------- |
| Saison / Épreuve | Saison / Épreuve | Class.  | Points  | Class.   | Points   | Class.  | Points  | Class. | Points | Class. | Points | Class.  | Points  |
| 2024             | 2024             | 132e    | 7       | -        | -        | -       | -       | -      | -      | 49e    | 7      | -       | -       |
| 2025             | 2025             | 130e    | 13      | -        | -        | -       | -       | -      | -      | 45e    | 13     | -       | -       |

### Championnats du monde junior
| Édition / Épreuve    | Descente | Super G |
| Mondiaux 2020 Narvik | 38e      | Abandon |

### Coupe d'Europe
- 51 épreuves disputées (à fin mars 2024)
- 9 tops-15 dont 4 tops-10 et 1 podium en slalom

#### Classements
| Saison / Épreuve | Saison / Épreuve | Général | Général | Descente | Descente | Super G | Super G | Géant  | Géant  | Slalom | Slalom | Combiné | Combiné |
| ---------------- | ---------------- | ------- | ------- | -------- | -------- | ------- | ------- | ------ | ------ | ------ | ------ | ------- | ------- |
| Saison / Épreuve | Saison / Épreuve | Class.  | Points  | Class.   | Points   | Class.  | Points  | Class. | Points | Class. | Points | Class.  | Points  |
| 2021             | 2021             | 182e    | 12      | -        | -        | -       | -       | -      | -      | 71e    | 12     | -       | -       |
| 2022             | 2022             | 86e     | 93      | -        | -        | -       | -       | -      | -      | 26e    | 93     | -       | -       |
| 2023             | 2023             | 59e     | 145     | -        | -        | -       | -       | -      | -      | 14e    | 145    | -       | -       |
| 2024             | 2024             | 88e     | 77      | -        | -        | -       | -       | -      | -      | 30e    | 77     | -       | -       |
| 2025             | 2025             | 104e    | 60      | -        | -        | -       | -       | -      | -      | 30e    | 60     | -       | -       |

### Championnats de France

#### Élite
| Édition / Epreuve                                        | Descente | Super-G | Slalom géant | Slalom  | Super combiné | Parallèle |
| -------------------------------------------------------- | -------- | ------- | ------------ | ------- | ------------- | --------- |
| Championnats 2017 Val Thorens/Lélex                      | -        | 39e     | Abandon      | Abandon | 34e           | -         |
| Championnats 2018 Châtel                                 | 24e      | 32e     | Abandon      | 14e     | 17e           | -         |
| Championnats 2019 Auron / Isola 2000                     | 39e      | 24e     | -            | 16e     | 14e           | -         |
| Championnats 2021 Châtel / Saint-Jean-d'Aulps / Les Gets | 24e      | 21e     | 26e          | Abandon | 8e            | -         |
| Championnats 2022 Auron / Isola 2000                     | -        | 17e     | Abandon      | Bronze  | 6e            | -         |
| Championnats 2023 Les Orres                              | -        | 10e     | -            | Abandon | Or            | -         |
| Championnats 2024 Megève                                 | annulé   |         | 13e          | 4e      | -             |           |
| Championnats 2025 Méribel                                | annulé   |         | 18e          | 5e      | -             |           |

#### Jeunes
1 titre de Champion de France

##### Juniors U21 (moins de 21 ans)
2021 à Châtel :
- 3e des championnats de France de combiné

##### Cadets U18 (moins de 18 ans)
2018 à Tignes :
- Vice-champion de France de slalom géant
- 3e des championnats de France de descente
- 3e des championnats de France de super G

##### Minimes U16 (moins de 16 ans)
2016 à Font-Romeu :
- Champion de France de slalom géant

##### Benjamins U14 (moins de 14 ans)
2014 à Courchevel :
- Vice-champion de France de slalom géant